# Isiah Thomas
Isiah Lord Thomas III (Chicago, 30 de abril de 1961) é um ex jogador norte-americano de basquete profissional. Jogando pelo Detroit Pistons durante os anos 80 e 90, foi bicampeão da NBA nas temporadas de 1988–89 e 1989–90. Também foi treinador do Indiana Pacers e do New York Knicks. Foi o expoente técnico do Detroit Pistons durante todo o período em que atuou no selecionado de Motor City. Após Dennis Rodman afirmar que o lendário Larry Bird só era tão valorizado pela imprensa por ser branco, que se fosse um negro seria só mais um bom jogador da NBA, Isiah saiu em defesa de seu companheiro de time e concordou com esta afirmação de Dennis, o que fez com que sofresse muitas críticas de todo mundo esportivo, o caso teve tanta repercussão na mídia norte-americana que ele precisou, junto com Larry, convocar uma coletiva de imprensa para explicar que tudo não passava de um mal entendido, mas ao tentar explicar se complicou mais ainda. A partir daí iniciou o período onde os Pistons foram tachados de Bad Boys do basquetebol americano. Isiah, assim como todo o time de Detroit, passou então a alimentar essa alcunha e com sua técnica ajudou seu time a ganhar os campeonatos de 1989 e 1990. Em 1988, no sexto jogo da final, contra os Los Angeles Lakers, torceu o pé no fim do 2º quarto de jogo, voltou sentindo muitas dores e mancando muito. Mesmo assim foi o cestinha da partida, marcou 35 pontos no terceiro quarto, foi o melhor em quadra. A vitória daria o título para os Pistons. Apesar do seu esforço, seu time saiu derrotado daquele jogo. O esforço agravou sua lesão, mas ainda assim ele jogou a sétima e última partida. Contudo, contundido, não conseguiu conduzir seu time à vitória, e os Lakers foram campeões daquela temporada.. A fama de "Bad Boys" que Isiah e seus colegas de time levaram atrapalhou muito seu reconhecimento como um dos maiores de todos os tempos da NBA, e ter saído de quadra antes do apito final na decisão de 1991 contra os Bulls não ajudaram muito. Mesmo assim Isiah é uma lenda viva do basquetebol.

## Estatísticas na Carreira
- 979 jogos
- 18.822 pontos (19.2 por jogo)
- 9.061 assistências (9.3 por jogo)
- 3.478 rebotes (3.6 por jogo)
- 1.861 roubos de bola (1.9 por jogo)

## Glórias e Prêmios
- 2× Campeão da NBA (1988-89, 1989-90) 
  - NBA Finals Most Valuable Player: (1990)
  - 12× NBA All-Star (1982-83-1993-94)
  - 2× NBA All-Star Game MVP (1984, 1986)
  - 3× All-NBA First Team (1984–1986)
  - 2× All-NBA Second Team (1983, 1987)
  - NBA All-Rookie Team (1982)
  - NBA assists leader (1985)
  - J. Walter Kennedy Citizenship Award (1987)
  - NBA anniversary team (50th, 75th)
  - No. 11 retired by Detroit Pistons
  - NCAA champion (1981)
  - NCAA Final Four Most Outstanding Player (1981)
  - Consensus first-team All-American (1981)
  - USA Basketball Male Athlete of the Year (1980)
  - McDonald's All-American (1979)

Treinador:
NBA All-Star Game head coach (2003)